# Albert Londe

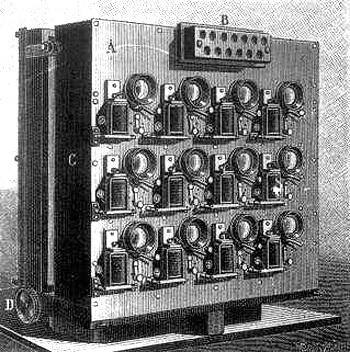
Étienne-Jules Marey: Fotoaparát s 12 objektivy Alberta Londeho, 1893

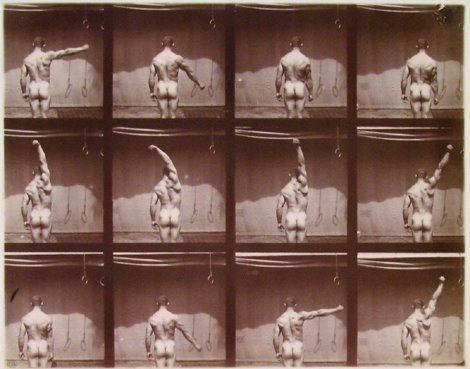
Výsledná série dvanácti fotografií muže v pohybu

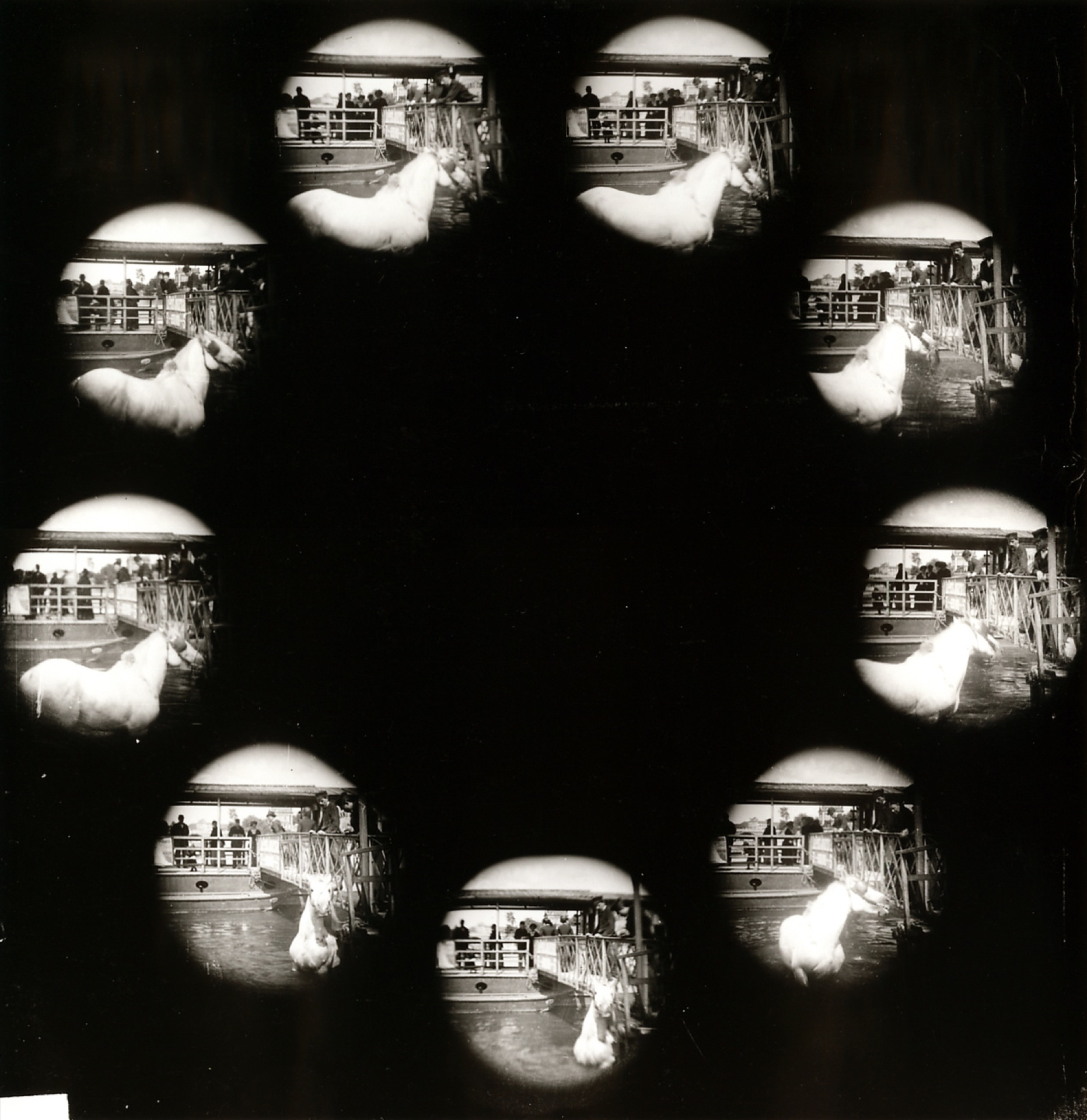
Devět snímků koně v pohybu

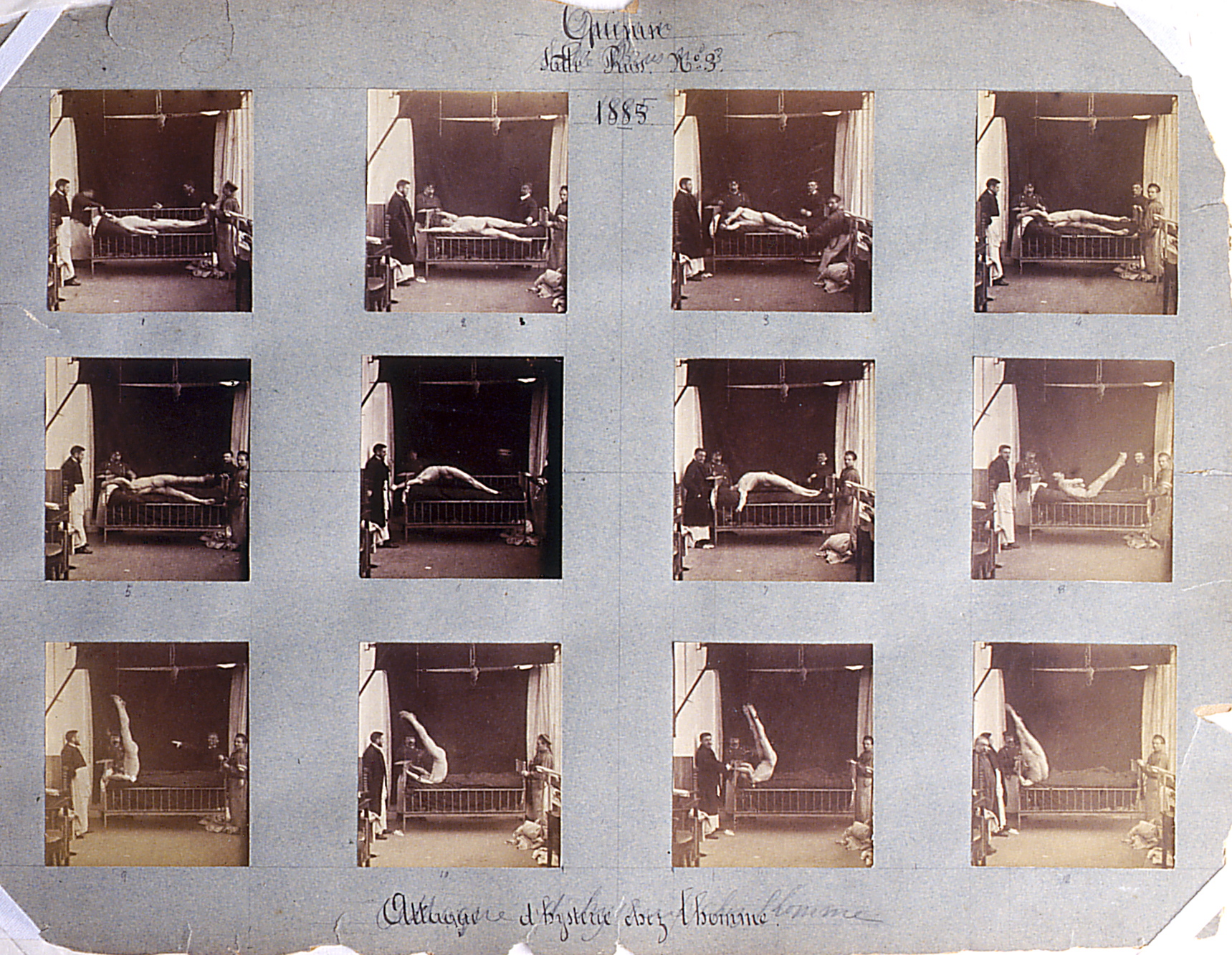
Hysterický záchvat, který zmiňoval ve svém díle například Sigmund Freud, 1885

Albert Londe (26. listopadu 1858 La Ciotat – 1917) byl vlivný francouzský fotograf, lékařský výzkumník a chronofotograf. Je znám svou prací v oboru zdravotní fotografie v nemocnici Salpêtrière v Paříži, kterou financovaly pařížské úřady a jako průkopník v oblasti rentgenových snímků. Během jeho dvou desetiletí v nemocnici Salpêtrière se z Alberta Londeho stal jedním z nejvýznamnějších vědeckých fotografů své doby.

## Životopis
V roce 1878 Londeho přijal neurolog Jean-Martin Charcot jako lékařského fotografa do nemocnice Salpêtrière. V roce 1882 Londe vymyslel systém na snímání fyzických a svalových pohybů pacientů, včetně epileptických záchvatů. Dosáhl tohoto tím, že používal fotoaparát s devíti objektivy, které byly spouštěny elektromagnetickou energií a s využitím metronomu, který mu umožnil postupně otevírat závěrky. Tímto způsobem pořizoval fotografie na skleněné desky v rychlém sledu. O pár let později Londe vyvinul fotoaparát s dvanácti objektivy pro fotografování pohybu.
Londeho fotoaparát byl využíván pro lékařské studie svalového pohybu u lidí vykonávajících nejrůznější činnosti, od „laní chůze“ až po kovářství. Posloupnost dvanácti fotografií mohla být pořízena v rozmezí od 1/10 sekundy do několika sekund.
Přestože přístroj byl používán primárně pro lékařský výzkum, ale Londe využíval jeho mobilních vlastností a používal jej pro snímání jiných subjektů – fotografoval například koně a jiná zvířata nebo vlny oceánu. Generál Sobert ve spolupráci s Londem vymyslel chronofotografické zařízení používané ke studiu balistiky. Londeho fotografie byly použity jako ilustrace v několika knihách, obzvláště u Paula Richera, jehož knihy byly ve společnosti lékařů a umělců velmi čtené.
S Étiennem Mareyem (1830-1904) Londe absolvoval mnoho fotografických pokusů týkající se pohybu a uspořádání jeho laboratoře v Salpêtrière bylo podobné Mareho proslulé Station Physiologique. V roce 1893 Londe publikoval svou první knihu o lékařské fotografii s názvem La photographie médicale: Application aux sciences médicales et physiologiques. V roce 1898 vydal Traité pratique de radiographie et de radioscope: technique et applications médicales.
Londe vydal šest odborných časopisů s návazností na spolupráci s Dr. Jean-Martin Charcotem, předním francouzským neurologem století. Charcot byl učitelem mladého Sigmunda Freuda.
Od roku 1879 byl Londe členem skupiny Société française de photographie, v roce 1887 spoluzaložil organizaci Société d'Excursions des Amateurs Photographes.
Fotoaparát s 12 objektivy Alberta Londeho z roku 1891 vyšel na obrázku v magazínu La Nature roku 1893.

## Publikace
- Anatomie pathologique de la moelle epiniere (1891), spoluautor: Paul Oscar Blocq
- V roce 1893 Londe publikoval první knihu na téma medicínská fotografie: La photographie médicale: Application aux sciences médicales et physiologiques.
- V roce 1898 publikoval Traité pratique de radiographie et de radioscope: technique et applications médicales.
- 1888: La Photographie moderne, pratique et applications, par Albert Londe. G. Masson, Paris 1888
- 1893: La Photographie médicale, application aux sciences médicales et physiologiques, par Albert Londe. Gauthier-Villars et fils, Paris 1893
- 1899: La Radiographie et ses diverses applications, par A. Londe. Gauthier-Villars et fils, Paris 1899
- 1905: La Photographie à l'éclair magnésique, par Albert Londe. Gauthier-Villars et fils, Paris 1905
- 1914: La Photographie à la lumière artificielle, par Albert Londe. Octave Doin et fils, Paris 1914

## Galerie

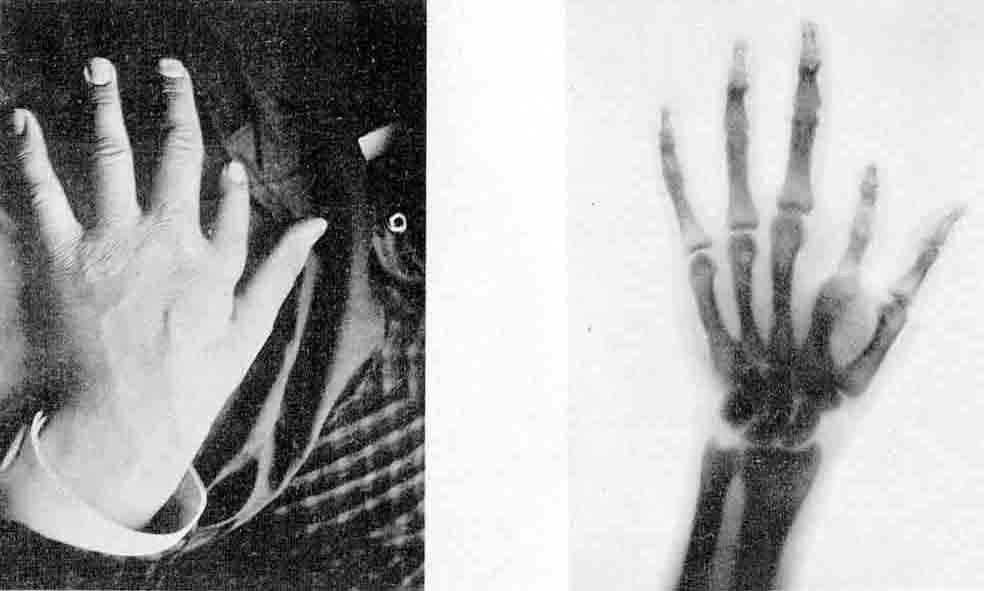
Jeden z prvních snímků s využitím rentgenového záření; publikován r. 1896 v díle Nouvelle iconographie de la Salpétrière Vlevo deformovaná ruka, vpravo stejná ruka pod rtg paprsky.
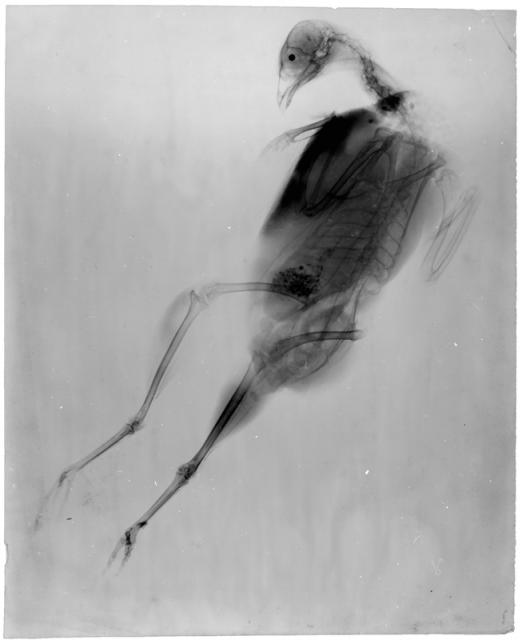
Rentgenový snímek ptáka, 1897

## Další chronofotografové
- Eadweard Muybridge (1830–1904) – průkopník chronofotografie
- Étienne-Jules Marey (1860–1904) – francouzský lékař, fyziolog a fotograf série Muž, který sesedá z kola (1890 –1895) – vynálezce chronofotografické pušky.
- August (1862–1954) a Luis (1864–1948) Lumièrové vyvinuli roku 1895 kinematograf (z řečtiny pohyblivý zapisovač).
- Harold Eugene Edgerton (1903–1990) – významný americký inženýr, vynálezce stroboskopu a pionýr vysokorychlostní chronofotografie.
- Ottomar Anschütz (1846–1907) – německý vynálezce a chronofotograf.
- Ernst Kohlrausch (1850–1923) – sportovní výzkumník a pionýr filmu.
- Thomas Eakins (1844–1916) – americký malíř, fotograf a sochař.
- Anton Giulio Bragaglia (1890–1960) – pionýr italské futuristické fotografie.
- Jean-Martin Charcot (1825–1893) – pařížský neurolog.